# Speed Racer (Film)
Speed Racer ist ein Actionfilm aus dem Jahr 2008. Regie führten die Wachowski-Geschwister, die auch das Drehbuch basierend auf der japanischen Anime-Serie Speed Racer aus den 1960er-Jahren schrieben.

## Handlung
Der junge Speed Racer nimmt als Fahrer des familieneigenen unabhängigen Rennstalls an Autorennen teil. Seit er klein war, dreht sich für ihn alles nur um Autos und Geschwindigkeit. Er eifert seinem Bruder nach, einem legendären Rennfahrer, der bei einem tragischen Unfall ums Leben gekommen ist. Zusammen mit seiner Familie und seiner Freundin Trixie führt er ein eher ruhiges Leben. Eines Tages klopft Royalton, Besitzer des gleichnamigen Industriegiganten und Profirennstalls, an seine Tür und unterbreitet Speed und seiner Familie das lukrative Angebot, ihn als Fahrer zu engagieren. Speed lehnt jedoch das Angebot aus persönlichen Gründen ab, was Royalton ihm mehr als übel nimmt. Er klärt Speed darüber auf, dass es beim Autorennen nur um die Macht des Geldes geht und er seine Entscheidung noch bereuen wird. Indem er ein folgendes Rennen, an dem Speed teilnimmt, manipuliert und den Familienrennstall grundlos anklagt und damit diskreditiert, versucht er, Druck auf Speed auszuüben.
Inspektor Detektor, Mitarbeiter der Behörde CIB, die gegen Wirtschaftsverbrechen und Rennmanipulationen ermittelt, kommt in Begleitung mit dem Undercover-Rennfahrer Racer X auf Speed zu, um ihn für den Kampf gegen das Monopol um Royalton und andere, wie den Bösewicht Cruncher Block, zu gewinnen. Erst kürzlich konnte Racer X den Fahrer Taejo Togokhan aus den Fängen Cruncher Blocks befreien. Um den Machenschaften der Verbrecher endgültig ein Ende zu bereiten, nimmt Speed gegen den Willen seines Vaters zusammen mit Racer X und Taejo Togokhan an der berüchtigten Cross-Country Rally „Casa Cristo“ teil, ein Rennen, bei dem skrupellose Fahrer mit unerlaubten Mitteln mitmischen und bei dem sein Bruder vor Jahren auf tragische Weise im Cockpit seines Wagens verbrannt ist. Auf der ersten Etappe harmonieren Speed und Racer X so sehr bei der Verteidigung gegen eine Armada von gekauften Gegnern, dass Speed darüber nachdenkt, was der Grund für das gute Zusammenspiel der beiden sein könnte. Racer X betrat zwei Jahre nach dem Tod seines Bruders die Bildfläche und auch die beerdigte Leiche des Bruders war auf Grund der kompletten Verbrennungen nicht eindeutig zu identifizieren.
Vor dem Start der zweiten Etappe wird Taejo Togokhan während des Schlafens eine Droge verabreicht, wodurch er nicht mehr fahren kann und kurzerhand Trixi das freie Steuer im Team Togokhan übernimmt. Schließlich gewinnt das Team Togokhan die Rally, doch schnell stellt sich heraus, dass Taejo und sein reicher Vater nur daran interessiert waren, dadurch den Aktienkurs des väterlichen Unternehmens steigen zu lassen, um es teuer an Royalton verkaufen zu können. Der Sieger dieser Rally wäre zur Teilnahme am Grand-Prix qualifiziert, den Royalton durch geheime Siegabsprachen kontrolliert, doch Taejo hegt an der Teilnahme kein Interesse. Racer X stattet dem aufgebrachten und enttäuschten Speed einen Besuch ab und spricht ihm Mut zu. Dabei zeigt er auch erstmals sein Gesicht, welches Speed jedoch fremd ist und dieser dadurch erkennen muss, dass es sich nicht um seinen Bruder handelt. Kurz darauf kommt Taejos Schwester, die ihrem Bruder und Vater eine Lektion erteilen will, Speed zu Hilfe und überbringt ihm die nicht genutzte Einladung Taejos für den Grand Prix, denn auch Speed ist laut den Statuten als Mitglied des Siegerteams startberechtigt. Dafür bauen er und seine Familie den Mach 6 in rekordverdächtigen 32 Stunden auf.
Als letzter Teilnehmer meldet sich Speed für das Rennen an. Angesichts der korrekten Einladung kann Royalton dies nicht verhindern, setzt aber gleichwohl eine Belohnung von 1 Million Dollar für denjenigen Fahrer aus, der Speed aus dem Rennen katapultiert. Doch alle Versuche der Kontrahenten, Speed von der Piste zu drängen, schlagen fehl. In einem furiosen Rennen geht Speed als strahlender Sieger hervor. Im Jubel der Zuschauer stellt Inspektor Detektor dem mit Stolz erfüllten Racer X die Frage, ob es denn richtig war, Speed nicht die Wahrheit zu sagen und in einer Rückblende wird klar, dass es sich bei dem geheimnisvollen Rennfahrer doch um Rex handelt, der seinen Unfalltod vorgetäuscht und sein Gesicht mit Hilfe einer Operation hat ändern lassen, um unerkannt auf der Seite der CIB kämpfen zu können. Rex alias Racer X entgegnet, dass es möglicherweise ein Fehler war, aber einer, mit dem er leben müsse. Togokhan sagt in Manipulationsprozessen aus, infolge derer Royalton schuldig gesprochen wird und ins Gefängnis muss.

## Hintergründe

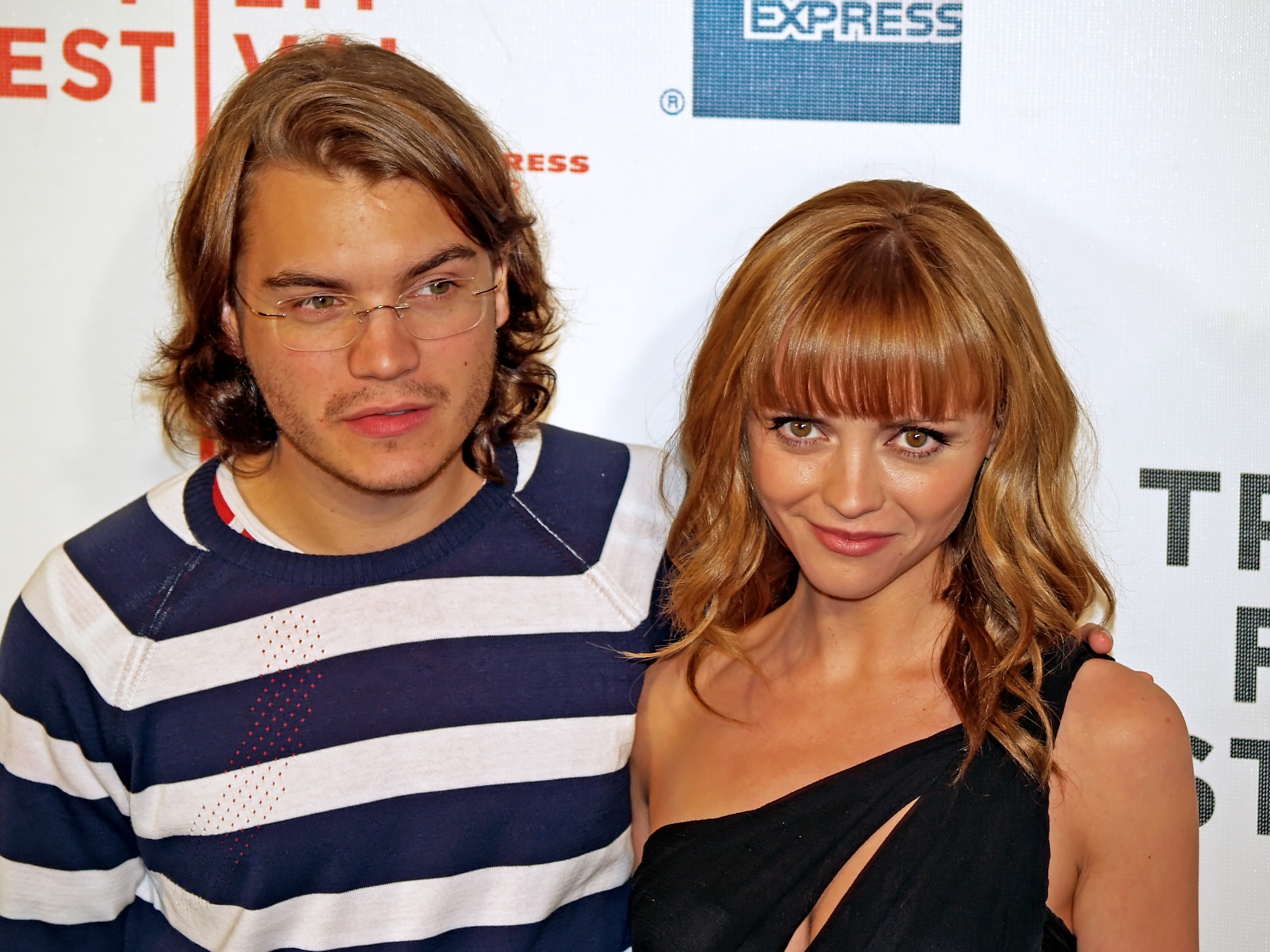
Christina Ricci und Emile Hirsch 2008 bei der Premiere von Speed Racer auf dem Tribeca Film Festival

Das Filmstudio Warner Bros. gab im September 1992 erstmals bekannt, die Rechte für einen US-amerikanischen Real-Kinofilm von Speed Racer zu besitzen. Zwei Produktionsversuche 1994 und 2000 scheiterten jedoch.
Der Film wurde von Juni bis November 2007 im Potsdamer Filmstudio Babelsberg sowie an einigen Außensets in Berlin gedreht. Die Produktionskosten betrugen schätzungsweise 120 Millionen US-Dollar, der Deutsche Filmförderfonds (DFFF) beteiligte sich daran mit neun Millionen Euro. Warner Bros. arbeitete für die Filmvermarktung mit Unternehmen wie General Mills, McDonald’s und Puma AG zusammen.
Die Weltpremiere fand am 26. April 2008 in Los Angeles statt. Am 3. Mai 2008 wurde der Film auf dem Tribeca Film Festival gezeigt, in die deutschen Kinos kam er am 8. Mai 2008. Der Film spielte in den Kinos der USA ca. 43,9 Millionen US-Dollar ein.
Die Deutsche Film- und Medienbewertung in Wiesbaden verlieh dem Film das Prädikat besonders wertvoll.

## Synchronisation
Die deutsche Synchronisation des Films übernahm die Film- & Fernseh-Synchron, nach einem Dialogbuch von Klaus Bickert und unter der Dialogregie von Axel Malzacher.
| Rolle              | Schauspieler      | Deutsche Sprecher        |
| ------------------ | ----------------- | ------------------------ |
| Speed Racer        | Emile Hirsch      | Ozan Ünal                |
| Trixie             | Christina Ricci   | Sonja Spuhl              |
| Pops Racer         | John Goodman      | Hartmut Neugebauer       |
| Mrs. Racer         | Susan Sarandon    | Kerstin Sanders-Dornseif |
| Racer X            | Matthew Fox       | Benjamin Völz            |
| Royalton           | Roger Allam       | Hans-Werner Bussinger    |
| Inspektor Detektor | Benno Fürmann     | Benno Fürmann            |
| Taejo Togokhan     | Rain              | Stefan Günther           |
| Ben Burns          | Richard Roundtree | Engelbert von Nordhausen |

## Kritiken
Nur 41 % der von der Rezensionssammlung Rotten Tomatoes gelisteten 217 Kritiken fielen positiv aus.
Kirk Honeycutt schrieb in der Zeitschrift The Hollywood Reporter vom 1. Mai 2008, die rudimentäre Emotionalität wirke aggressiv – der Film mit zahlreichen Spezialeffekten wirke wie ein 3D-Videospiel. Er sei für die Enthusiasten der Animes und der Videospiele bestimmt. Christina Ricci spiele ihre am wenigsten interessante Rolle überhaupt.
Todd McCarthy schrieb in der Zeitschrift Variety vom 5. Mai 2008, der Film wirke besonders cartoonhaft und ignoriere sämtliche Gesetze der Physik. Er sei wie Zuckerwatte – zu süß, als dass junge Menschen widerstehen könnten. Der Film könne finanziell erfolgreich sein, die Erzählstruktur sei aber nur dünn entwickelt, die Motivationen blieben unerklärt. Die Besetzung sei „sehr gut“ für einen Film dieser Art.
Georg Seeßlen merkt an, dass in „der Kinderkultur der späten Sechzigerjahre die Serie ,Speed Racer‘ einer der Vorboten neuer grafischer Erzählweisen war – lange, bevor die Worte ,Manga‘ und ,Anime‘ zum guten Stil gehörten und der ,Iconic Turn‘ die Modelleisenbahnen aus den Kinderzimmern fegte.“